# Glontor
Glontor is een bestuurslaag in het regentschap Kebumen van de provincie Midden-Java, Indonesië. Glontor telt 2987 inwoners (volkstelling 2010).